# Gisela Kittel
Gisela Kittel (* 13. März 1940 in Kleinmachnow) ist eine deutsche evangelisch-reformierte Theologin und Didaktikerin. Von 1971 bis 1977 war sie Wissenschaftliche Rätin und Professorin an der Pädagogischen Hochschule Westfalen-Lippe, Abteilung Siegen, die ab 1972 zur Gesamthochschule Siegen wurde, sowie von 1981 bis 2005 Professorin der Universität Bielefeld.

## Leben
Kittel machte 1958 das Abitur am Neusprachlichen Mädchengymnasium in Detmold. Von 1959 bis 1963 studierte sie Evangelische Theologie an der Kirchlichen Hochschule Berlin und den Universitäten Tübingen und Marburg. Von 1966 bis 1971 war sie Wissenschaftliche Assistentin an der Pädagogischen Hochschule Siegerland. 1967 promovierte sie an der Theologischen Fakultät der Universität Marburg mit einer Arbeit über „Erwählung und Gericht. Ein Vergleich prophetischer und paulinischer Gotteserkenntnis“. 1971 habilitierte sie sich an der Pädagogischen Hochschule Westfalen-Lippe, Abteilung Siegerland, mit der Arbeit „Die Sprache der Psalmen. Zur Erschließung der Psalmen im Unterricht“.
Kittel lehrte von 1971 bis 1977 als Professorin für das Fach „Evangelische Theologie und ihre Didaktik (Schwerpunkt Altes Testament)“ an der Pädagogischen Hochschule Westfalen-Lippe, Abt. Siegerland (später: Gesamthochschule). Danach amtierte sie von 1977 bis 1981 als Pfarrerin in der evangelisch-reformierten Kirchengemeinde in Bad Meinberg. Von 1981 bis 2005 lehrte sie als Professorin für Evangelische Theologie und ihre Didaktik (Altes und Neues Testament) an der Universität Bielefeld. 1992/93 war sie beurlaubt für eine Lehrtätigkeit am Theologisch-Pädagogischen Institut der Evangelischen Kirche der Kirchenprovinz Sachsen in Naumburg/Saale zur Qualifizierung von Lehrern und Lehrerinnen aus Sachsen-Anhalt und Thüringen für das Fach „Evangelische Religionslehre“. Nach 24 Jahren im Dienst der Universität Bielefeld wurde Gisela Kittel am 4. Februar 2005 in den Ruhestand verabschiedet. Gisela Kittel ist seit 2010 Mitglied im Verein „D.A.V.I.D. gegen Mobbing in der evangelischen Kirche e.V.“ und seit 2014 Vorsitzende dieses Vereins.
Sie ist Autorin verschiedener Bücher und wissenschaftlicher Publikationen.

## Veröffentlichungen
Bücher
- Die Sprache der Psalmen. Zur Erschließung der Psalmen im Unterricht, Göttingen 1973
- mit Ingo Baldermann: Die Sache des Religionsunterrichts. Zwischen Curriculum und Biblizismus, Göttingen 1975
- Der Name über alle Namen I, Biblische Theologie / AT, 2. Aufl., Göttingen 1993.
- Der Name über alle Namen II, Biblische Theologie / NT, 2. Aufl., Göttingen 1996.
- Befreit aus dem Rachen des Todes. Tod und Todesüberwindung im Alten und Neuen Testament, Göttingen 1999.
- mit Eberhard Mechels (Hrsg.): Kirche der Reformation?: Erfahrungen mit dem Reformprozess und die Notwendigkeit der Umkehr, Vandenhoeck & Ruprecht, Göttingen 2016, ISBN 978-3-7887-3066-6.

Aufsätze (in Auswahl)
- Die biblische Rede vom Sühnopfer Christi und ihre unsere Wirklichkeit erschließende Kraft. Eine didaktische Reflexion. In: Ingo Baldermann u. a. (Hrsg.): Jahrbuch für Biblische Theologie, Jg. 9 (1994), S. 285–313.
- Die Frage nach Gott. In: Roland Biewald (Hrsg.): Einblicke Religion. Ein Studienbuch (Bibl.-theolog. Schwerpunkte; Bd. 12), Göttingen 1996, S. 86–116.
- Jesus Christus. Ebd., S. 117–148.
- Wer ist der? Markus 4,35–41 und der mehrfache Sinn der Schrift. In: C. Landmesser / H.-J. Eckstein / H. Lichtenberger (Hrsg.): Jesus Christus als die Mitte der Schrift: Studien zur Hermeneutik des Evangeliums (BZNW 86), Berlin / New York 1997, S. 519–542.
- Die Sprache der Ostertexte verstehen lernen. In: ru intern. Für evangelische Religionslehrerinnen und -lehrer in Westfalen und Lippe, 4. Vierteljahr 1998, S. 2–4.
- Das leere Grab als Zeichen für das überwundene Totenreich. In: Zeitschrift für Theologie und Kirche 96 (1999), S. 458–479.
- Laudatio: Siegener Impulse für die Religionsdidaktik. Zum 70. Geburtstag von Ingo Baldermann. In: ZPT 4/1999, S. 430–434.
- Exodus. In: R. Lachmann / G. Adam / C. Reents (Hrsg.): Elementare Bibeltexte. Exegetisch – systematisch – didaktisch (Theologie für Lehrerinnen und Lehrer; Bd. 2), Göttingen 2001, S. 81–99.
- „Wenn du Sünden bewahrst, Herr, wer wird bestehen?“ (Ps 130,3). Die Realität der Sünde und die Frage der Erlösung im Alten Testament. In: W. H. Ritter (Hrsg.): Erlösung ohne Opfer? (BThS 22), Göttingen 2003, S. 56–82.
- Können wir so beten? Zur „Bibel in gerechter Sprache“ und zur Handreichung „Beim Wort genommen“ der EkiR. In: Deutsches Pfarrerblatt 107 (2007), Heft 7, S. 364–366, 370.
- Reden von Gott – in „gerechter“ Sprache? In: Göttinger Predigtmeditationen 61, Göttingen 2007, S. 485–492.
- Die Folgen der Sünde und das Geschenk neuen Lebens. Zwei Hinweise zum Verständnis des Sühnetodes Jesu. In: V. Hampel / R. Weth (Hrsg.): Für uns gestorben. Sühne – Opfer – Stellvertretung, Neukirchen-Vluyn 2010, S. 117–133.
- Der Ungedeihlichkeitsparagraph in kirchenamtlicher Anwendung. In: Deutsches Pfarrerblatt 110 (2010), Heft 6, S. 325f.
- Die Würde des Predigtamtes. Presbyterium und ordiniertes Amt – eine ungelöste Problematik. In: Deutsches Pfarrerblatt 115 (2015), Heft 2, S. 68–72.
- Ohne Predigt des Evangeliums kann keine evangelische Kirche sein. Luthers reformatorische Entdeckung und ihre Folgen für das evangelische Kirchenverständnis. In: Deutsches Pfarrerblatt 117 (2017), Heft 11, S. 624–628.
- Kirchliche Handlungsräume oder Gemeinde Jesu Christi. Eine missverstandene Formel und das Zeugnis des Neuen Testaments. In: Deutsches Pfarrerblatt 118 (2018), Heft 4, S. 207–210.
- Nachwort. In: Edmund Käbisch, Lange Schatten meiner Stasi-Bearbeiter. Erinnerungen an Gespräche mit ehemaligen Offizieren und inoffiziellen Mitarbeitern des MfS sowie SED-Funktionären, Moers 2019, S. 413–417.
- Die Anrufung des Namens Gottes inmitten einer gottvergessenen Welt. In: Deutsches Pfarrerblatt 120 (2020), Ausgabe 4, S. 217–220.
- Zum Lebensweg der früheren Oberstudiendirektorin des Marianne-Weber-Gymnasiums in Lemgo: Käthe Aettner. Eine dringende Korrektur (geschrieben am 13. Mai 2020). In: Webseite althofer.de: Lage 2020.
- Die Personalbögen preußischer Lehrer und Lehrerinnen in der NS-Zeit. In: Herold Jahrbuch NF, Band 27 (2022), S. 243–258.
- "Schlimmstenfalls müssten sie sich dann einsperren lassen". Der Bericht einer Zeitzeugin zur Dahlemer Bekenntnissynode 1934. In: Deutsches Pfarrerinnen- und Pfarrerblatt (124. Jahrgang), Ausgabe 3/2024, S. 149–153.
- Erinnerungen an den Kirchenkampf – 90 Jahre nach Barmen und Dahlem. Ein Zwischenruf (Teil I). In: Deutsches Pfarrerinnen- und Pfarrerblatt (124. Jahrgang), Ausgabe 4/2024, S. 194–197.
- Erinnerungen an den Kirchenkampf – 90 Jahre nach Barmen und Dahlem. Ein Zwischenruf (Teil II). In: Deutsches Pfarrerinnen- und Pfarrerblatt (124. Jahrgang), Ausgabe 5/2024, S. 255–258.

 Predigtmeditationen
- Jesaja 42,1–4 (1. Sonntag nach Epiphanias), in: GPM (Göttinger Predigtmeditationen) 56, Göttingen 2001, S. 91–97.
- Matthäus 21,1–9 (1. Advent), in: GPM 57, Göttingen 2002, S. 12–20.
- Römer 13,8–12 (13–14) (1. Sonntag im Advent), in: GPM 58, Göttingen 2003, S. 7–14.
- Johannes 8,12–16 (2. Weihnachtstag), in: GPM 59, Göttingen 2004, S. 53–60.
- Lukas 16,1–8(9) (Vorletzter Sonntag des Kirchenjahres), in: GPM 60, Göttingen 2005, S. 505–511.